# Луцій Папірій Красс (консул 436 року до н. е.)
Лу́цій Папі́рій Красс (лат. Lucius Papirius Crassus; V століття до н. е.) — політик, державний і військовий діяч Римської республіки, консул 436 і 430 років до н. е.

## Біографічні відомості
Походив із знатного патриціанського роду Папіріїв. Про батьків, молоді роки його відомостей не збереглося.
436 року до н. е. Луція Папірія було вперше обрано консулом разом з Марком Корнелієм Малугіненом. Під час тієї каденції відбулася атака римлян на землі Вейї і фалісків. Тоді ж у Римі спалахнула моровиця якоїсь хвороби. 
430 року до н. е. його було обрано консулом разом з Луцієм Юлієм Юлом. Спільно із колегою уклав перемир'я з еквами на 8 років і провів закон про дешеву оцінку худоби при накладанні штрафів, перехопивши цю ідею в народних трибунів.
У 424 році до н. е. його було обрано цензором разом з консульським колегою 430 року до н. е. Луцієм Юлієм Юлом.
Подальша доля Луція Папірія невідома.